# 이름없는 여자
이름없는 여자는 1984년 공개된 대한민국의 영화이다.

## 배역
- 원미경
- 신영일
- 한인수
- 강용석

## 수상
- 1983년 제7회 황금촬영상
  - 촬영상(은상) - 이성섭